# E2undel
e2undel ist ein Tool für das Dateisystem ext2, mit dessen Hilfe das Löschen von Dateien unter Linux rückgängig gemacht werden kann. Ein temporärer Datenverlust kann durch das Programm unter bestimmten Voraussetzungen rückgängig gemacht werden.
Es wurde von Oliver Diedrich programmiert und unter der GNU General Public License publiziert, um der Linux-Community eine kostenlose und effiziente Möglichkeit zur Datenwiederherstellung zur Verfügung zu stellen.
Das Konsolenprogramm zeigt die Dateigröße gelöschter Dateien an und versucht die Bestimmung des Dateityps. Es umfasst eine Bibliothek, die es ermöglicht, Dateien nach Dateinamen wiederherzustellen, selbst wenn der Dateiname nach Löschung nicht mehr ersichtlich ist. Diese Funktion ist jedoch nur dann verfügbar, wenn e2undel vor dem absichtlichen oder unabsichtlichen Löschen der Datei installiert wurde.
e2undel verändert die internen Strukturen des ext2 Dateisystems nicht und erfordert lediglich Schreibrechte, um Dateien wiederherstellen zu können. Es eignet sich daher auch für Nutzer ohne Administrator-Rechte.